# Девятииглые колюшки
Девятииглые колюшки или многоиглые колюшки (лат. Pungitius) — род лучепёрых рыб из семейства колюшковых (Gasterosteidae). Его представители населяют солёные, солоноватые и пресные водоёмы Европы, Азии и Северной Америки.

## Виды
Род включает 9 видов:
- Pungitius bussei (Warpachowski, 1888)
- Pungitius hellenicus Stephanidis, 1971
- Pungitius laevis (G. Cuvier, 1829) — Гладкохвостая малоиглая колюшка
- Pungitius platygaster (Kessler, 1859) — Малая южная колюшка
- Pungitius polyakovi S. V. Shedko, M. B. Shedko & Pietsch, 2005
- Pungitius pungitius (Linnaeus, 1758) — Девятииглая колюшка
- Pungitius sinensis Guichenot, 1869) — Амурская колюшка, или китайская девятииглая колюшка
- Pungitius stenurus (Kessler, 1876)
- Pungitius tymensis (A. M. Nikolskii, 1889) — Сахалинская колюшка, или короткошипая девятииглая колюшка

## Галерея
- Малая южная колюшка
- Сахалинская колюшка
- Pungitius stenurus